# Баттьяни, Карл Йозеф
Карл Йозеф Баттьяни (нем. Karl Josef Batthyány; 28 апреля 1697, Рехниц, Бургенланд — 15 апреля 1772, Вена) — граф, с 1763 князь, австрийский генерал-фельдмаршал из венгерского магнатского рода Баттьяни.

## Биография
Карой Йожеф Баттьяни родился в 1697 году в семье венгерского графа Адама II Баттьяни фон Неметуйвара (1662—1703) в замке Рехниц. После смерти его отца его мать Элеонора Баттьяни-Штратманн (1672—1741) взяла на себя его опеку, пока он не достиг совершеннолетия. Он поступил на службу в австрийскую армию в раннем возрасте и отличился под командованием принца Евгения Савойского в войне против турок-османов, во время которой он принимал участие в боях под Петроварадином, Тимишоарой и Белградом.
В 1734 году в качестве генерала командовал имперскими войсками в войне за польское наследство (1733—1739) на Рейне против французов, а в 1737 году против турок. С 1739 по 1740 год он был австрийским посланником при берлинском дворе, но вернулся на военную службу после начала Первой Силезской войны с Пруссией. Здесь он снова отличился. 16 марта 1743 года он был назначен баном (наместником) Хорватии (1743—1756).
В Войне за австрийское наследство (1740—1748) он снова был задействован и в 1744 году получил самостоятельное командование в качестве командира корпуса. Он нанес тяжелое поражение Пфальцу и французам под командованием генерала Анри де Сегюра в битве при Пфаффенхофене 15 апреля 1745 года и отбросил их через Лех. Баттьяни, получивший за этот успех звание фельдмаршала, сменил фельдмаршала Аренберга на посту главнокомандующего прагматической армией. Пройдя через Шпессарт, он смог объединить свои войска с войсками фельдмаршала Отто Фердинанда фон Абенсперга и Трауна и вместе с этим заставить французов отступить за Рейн.
В 1746 году он служил под командованием принца Карла Лотарингского на территории современной Бельгии и принял участие в злополучной битве при Року. В 1747 году он был под командованием герцога Камберленда и отличился в битве при Лауфельдте, которая тоже бала проиграна, с образцовым отступлением.
После окончания войны императрица Мария Терезия назначила его воспитателем, позже старшим стюардом наследного принца, а позже императора Иосифа II.
1 декабря 1749 года Карл Йозеф Баттьяни был награждён Орденом Золотого руна.
Карл Йозеф Баттьяни провел остаток своей жизни в Вене, где и умер в 1772 году. Поскольку он не оставил потомков, титул принца перешел к его племяннику Адаму Венцелю (1722—1787), старшему сыну Людвига Эрнста Баттьяни.